# Henrique Bernardelli

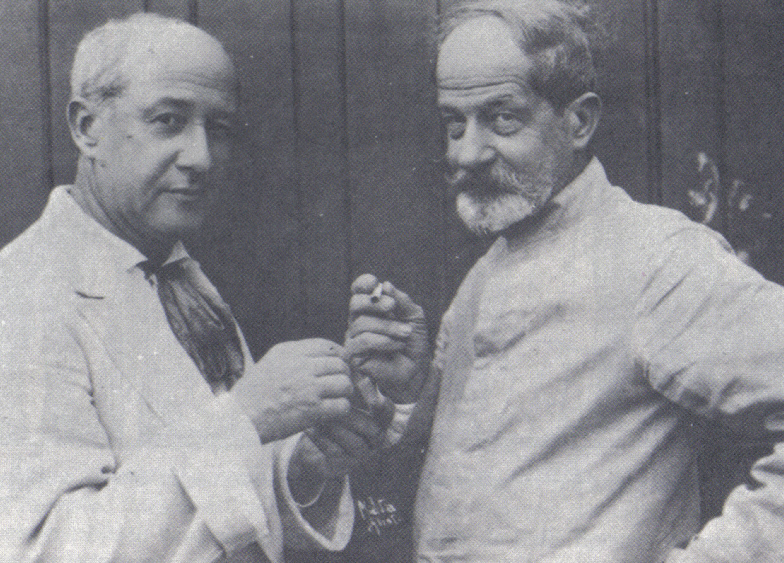
Henrique (links) und Rodolfo Bernardelli, um 1900

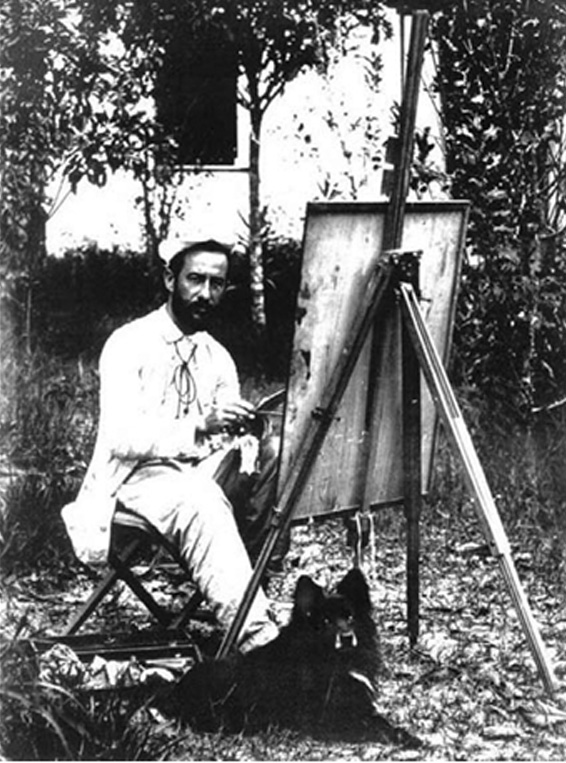
Henrique Bernardelli, im Park der Villa Borghese Rom, 1888

Henrique Bernardelli (* 15. Juli 1857 in Valparaíso, Chile; † 6. April 1936 in Rio de Janeiro) war ein brasilianischer Maler.

## Leben
Henrique Bernardelli wurde 1857 in Valparaiso in Chile geboren. Er hatte noch zwei Brüder, den Skulpteur Rodolfo und den Maler Felix Bernardelli.
1865 zog die Familie Bernardelli nach Rio Grande do Sul in Brasilien, da Herinques Eltern, ein Violinist und eine Tänzerin, von Kaiser Peter II. als Privatlehrer für seine Töchter angestellt wurden. Im Jahr 1867 zogen sie nach Rio de Janeiro. 1870 schrieb er sich an der Academia Imperial de Belas Artes in Rio de Janeiro ein und studierte dort mit bedeutenden Malern wie Victor Meirelles und Agostinho José da Mota. 1878 nahm er die brasilianische Staatsbürgerschaft an. Ein Jahr später reiste er nach Rom, wo er Künstlern wie Francesco Paolo Michetti und Giovanni Segantini begegnete und in der Villa Strohl-Fern wohnte und arbeitete. Er kehrte 1888 nach Rio de Janeiro zurück und beteiligte sich an einer Reihe von Ausstellungen: Im Jahre 1889 an der Weltausstellung von Paris, wo er eine Bronzemedaille für sein Werk Os Bandeirantes gewann, 1890 an der General Exhibition of Fine Arts, wo er die Werke Dicteriade, Tarantella und Calle de Venezia vorstellte, sowie 1893 an der Weltausstellung in Chicago, auf der er seine Gemälde Messalina, Mater und Proclamação da República ausstellte.
Im Jahre 1891 wurde er Lehrer der Malerei an der kurz zuvor eingeweihten Escola Nacional de Belas Artes in Rio de Janeiro. Zur Inspiration für seine Kunstwerke bereiste er weiterhin öfters Italien, er besuchte unter anderem Rom, Neapel und Venedig. Er lehrte an der Schule, bis er 1906 durch Eliseu Visconti abgelöst wurde, und begann ungefähr zu dieser Zeit, Privatunterricht in seinem Atelier zu geben und zugleich private Aufträge für Kunstwerke zu erhalten.
1916 gewann er mit der Ehrenmedaille eine der höchsten Auszeichnungen, die ein Künstler in Brasilien erhalten konnte. Darüber hinaus war er Mitglied des Obersten Rates der Schönen Künste.
Am 6. April 1936 starb Bernardelli in Rio de Janeiro. Ein großer Teil seiner Arbeiten wurde nach seinem Tod der Staatlichen Kunstsammlung gespendet. In Praça do Lido, Copacabana, befindet sich eine Büste des Bildhauers Leão Veloso von Henrique Bernardelli mit seinem Bruder Rodolfo.

## Galerie

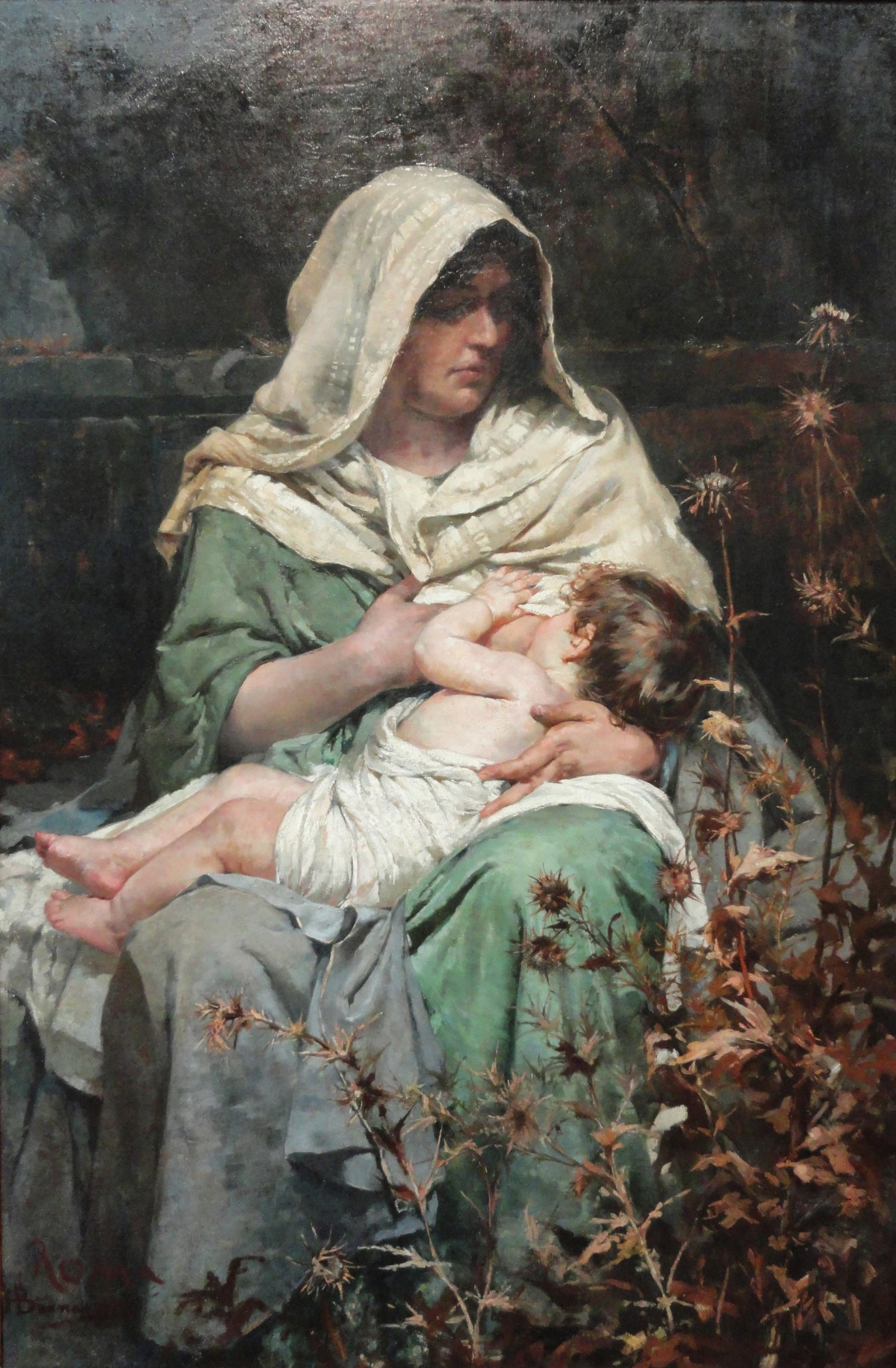
Motherhood
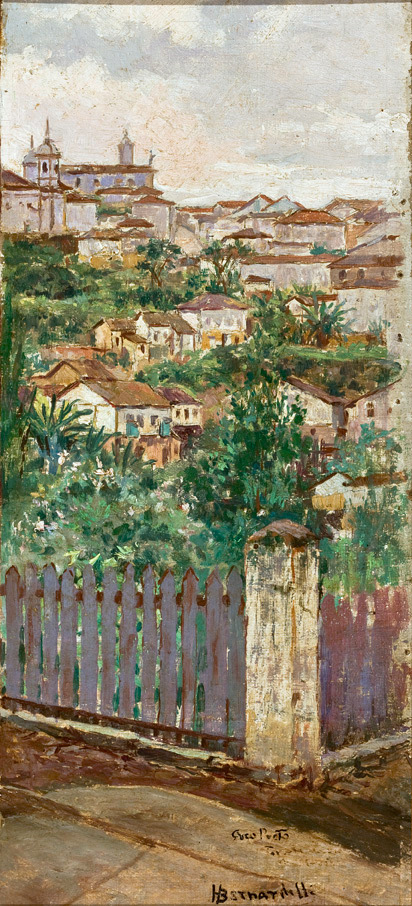
Landschaft in Ouro Preto
Ausruf der Republic (Manuel Deodoro da Fonseca)
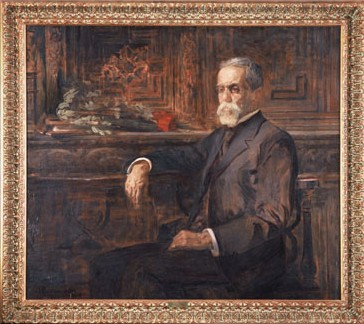
Machado de Assis, 1905
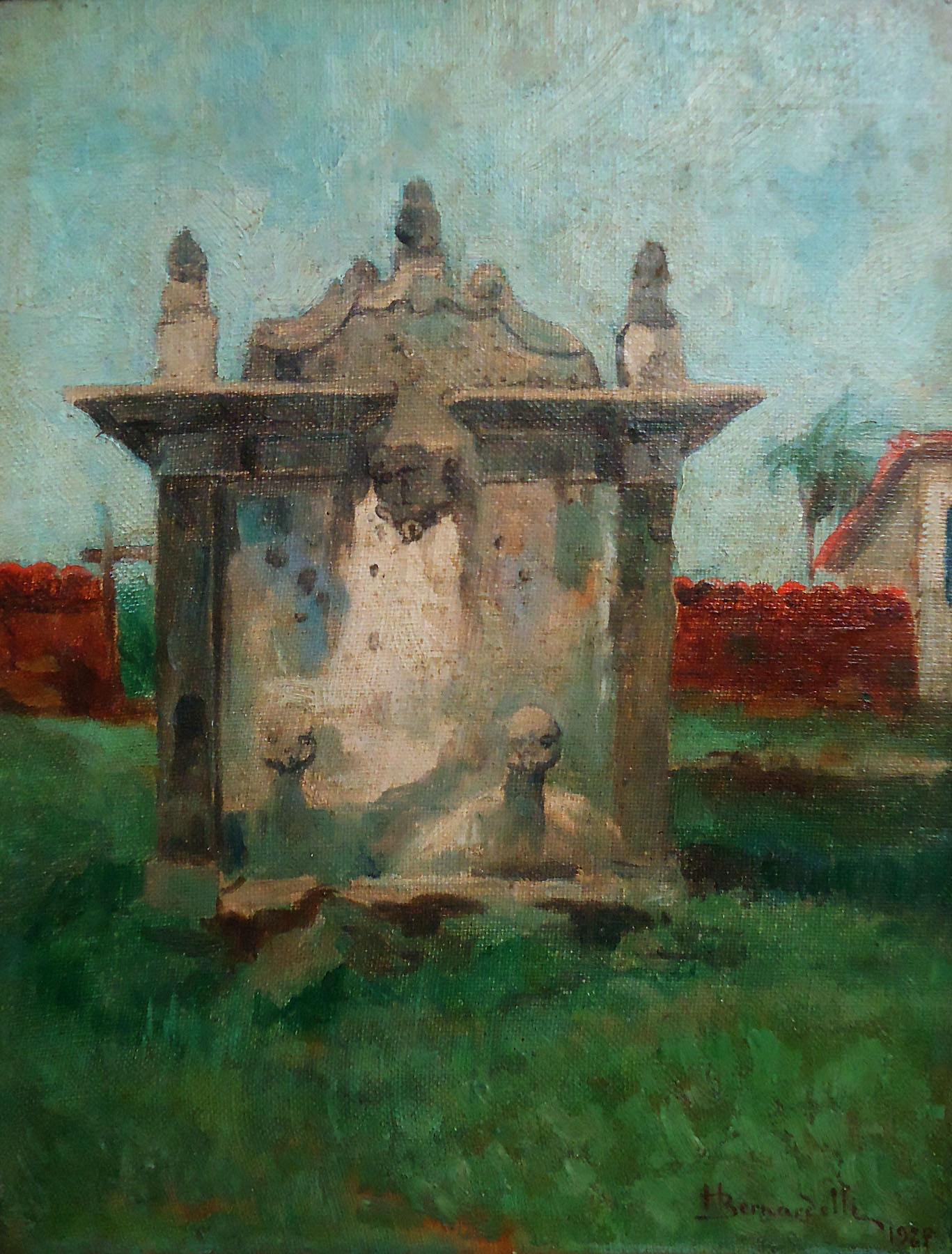
Brunnen in Minas Gerais, 1927
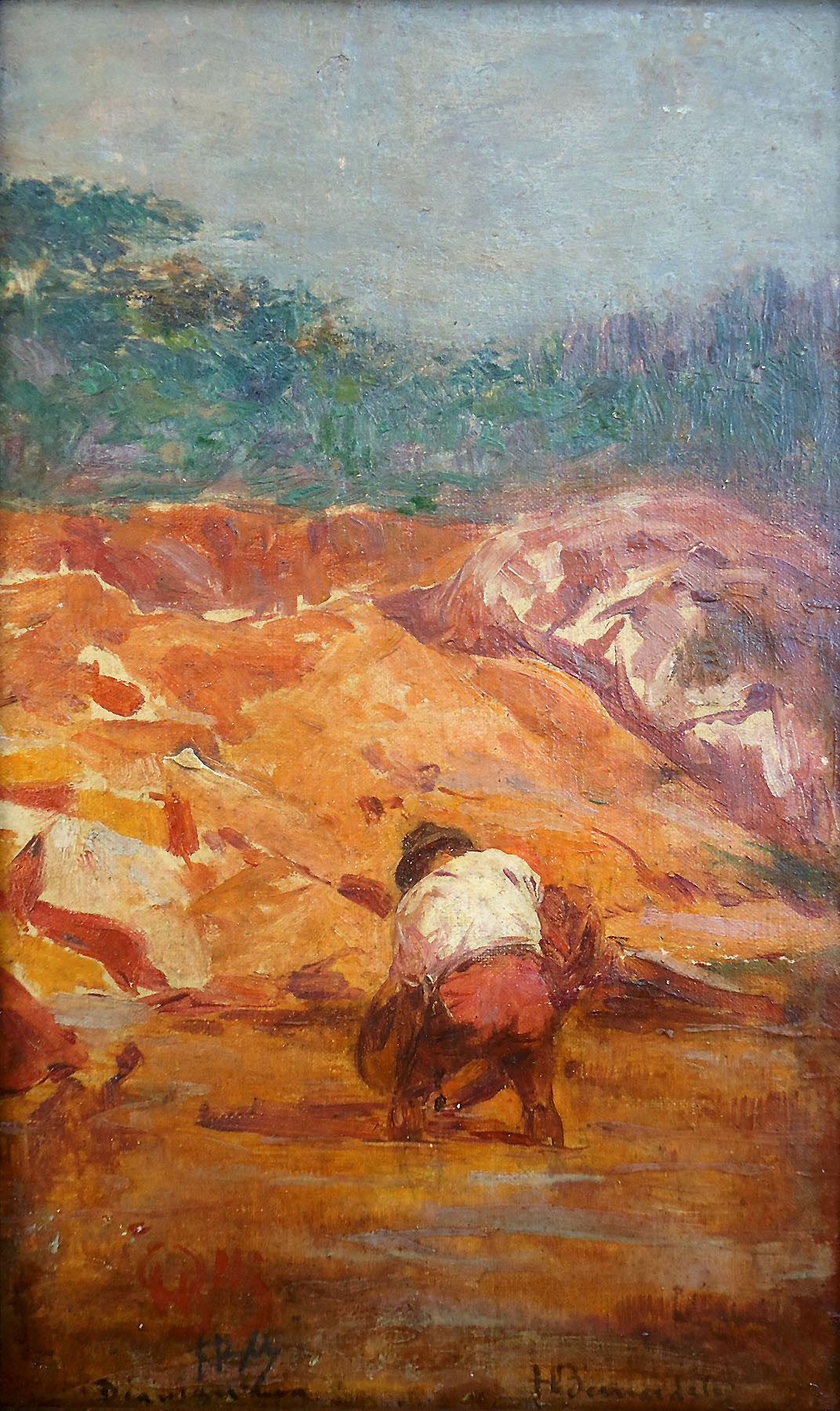
Bergarbeiter in Diamantina, undatiert
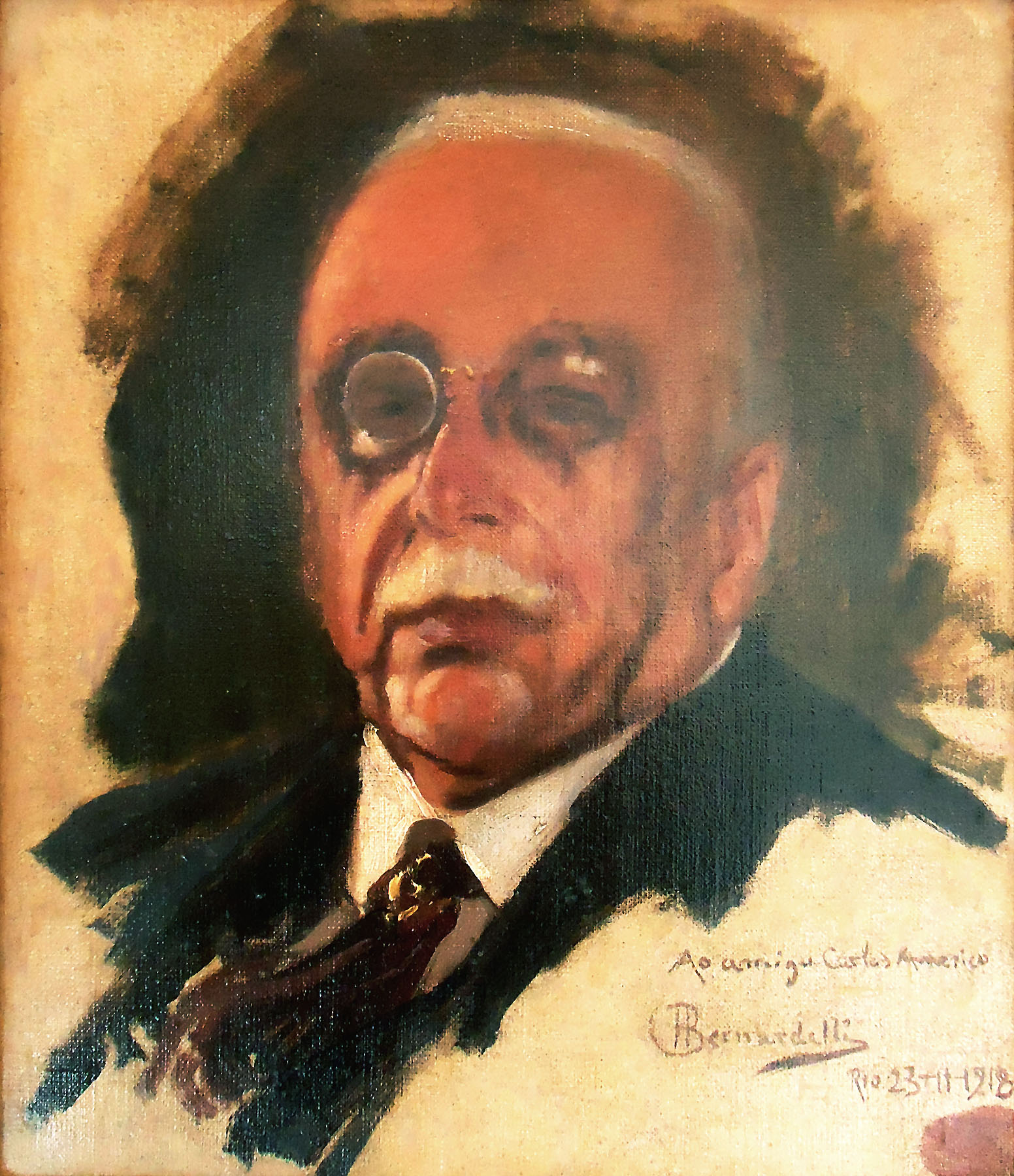
Porträt von Carlos Américo, 1918
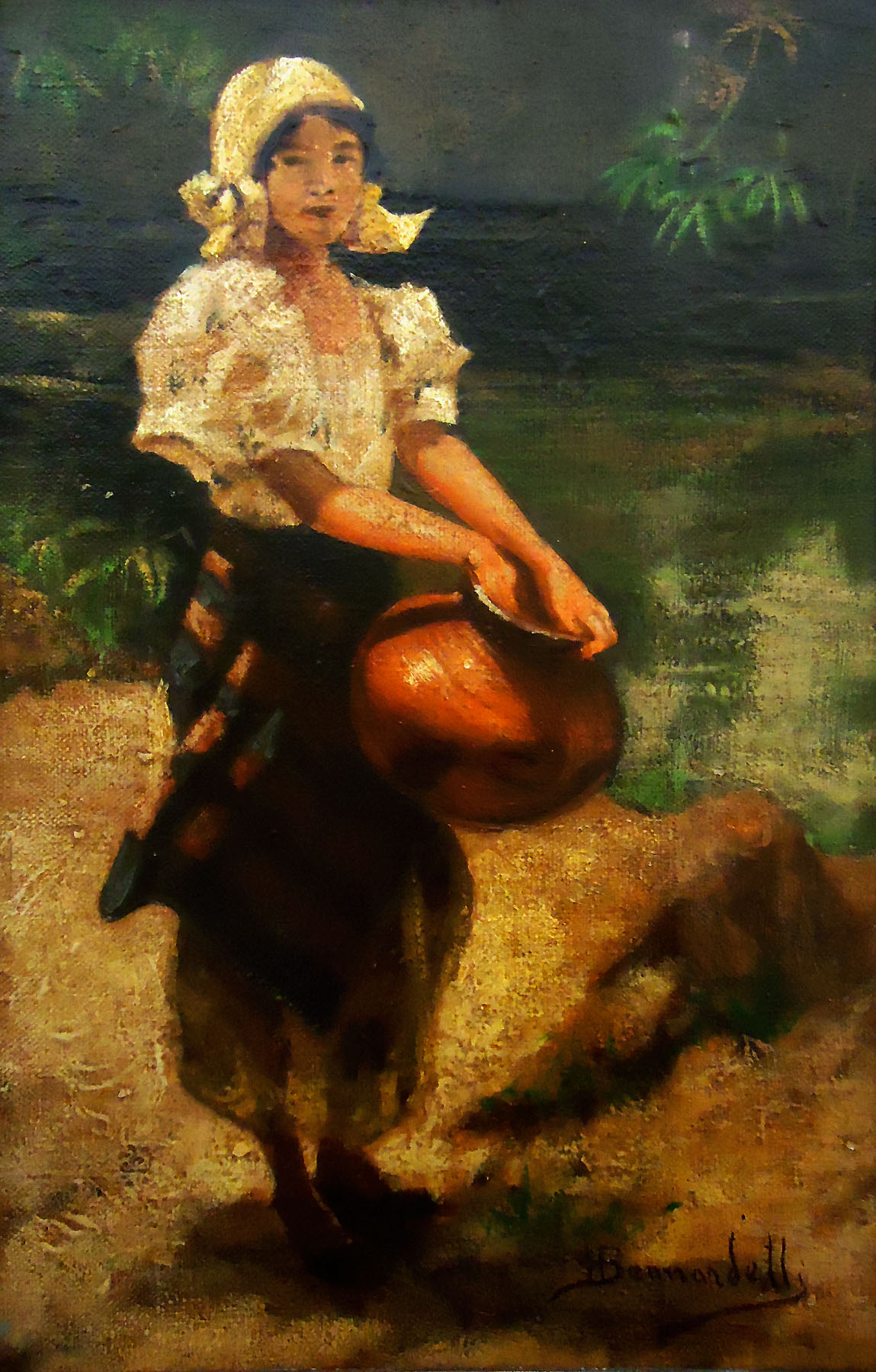
Mädchen am Brunnen
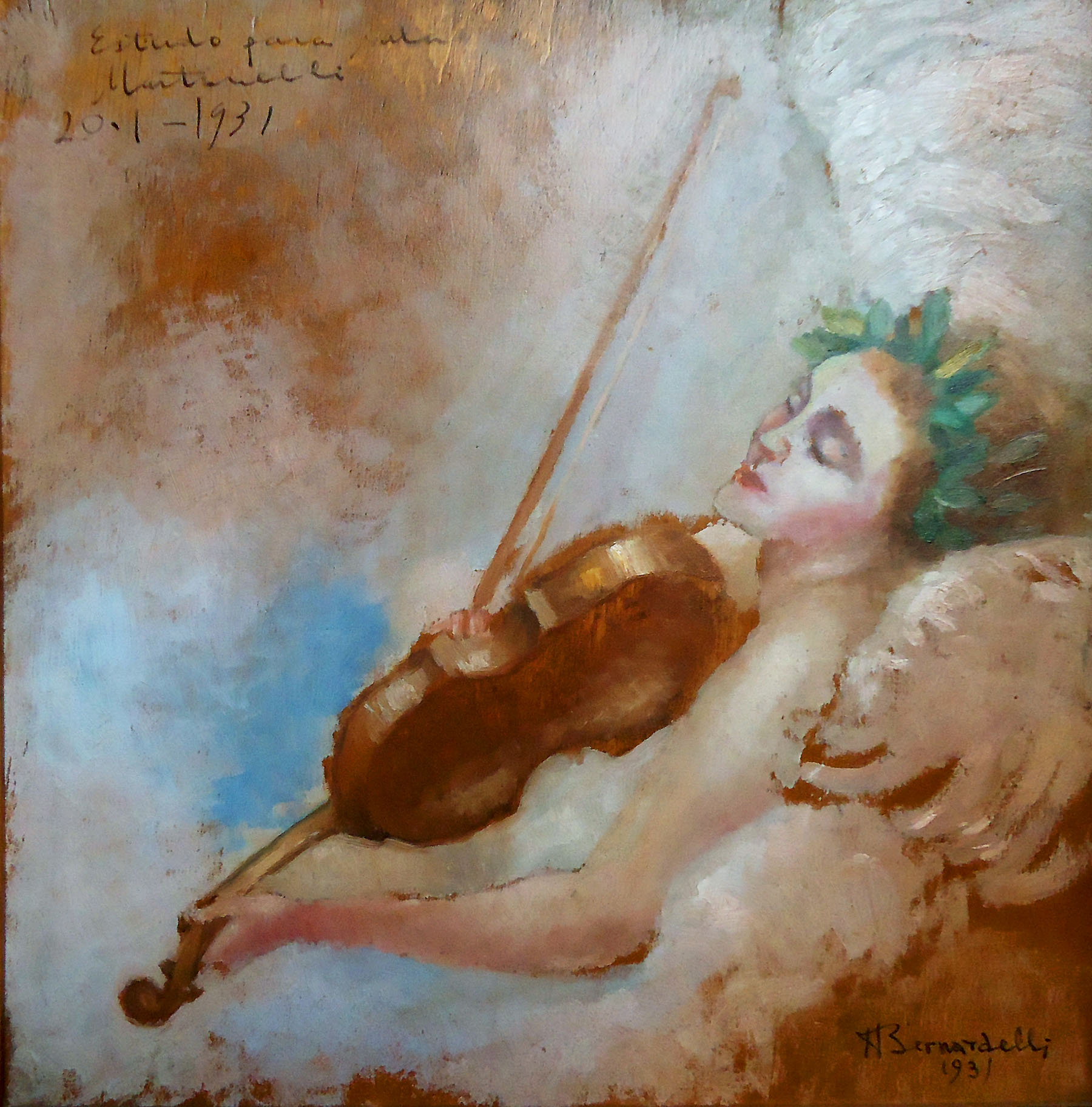
Studie, 1931
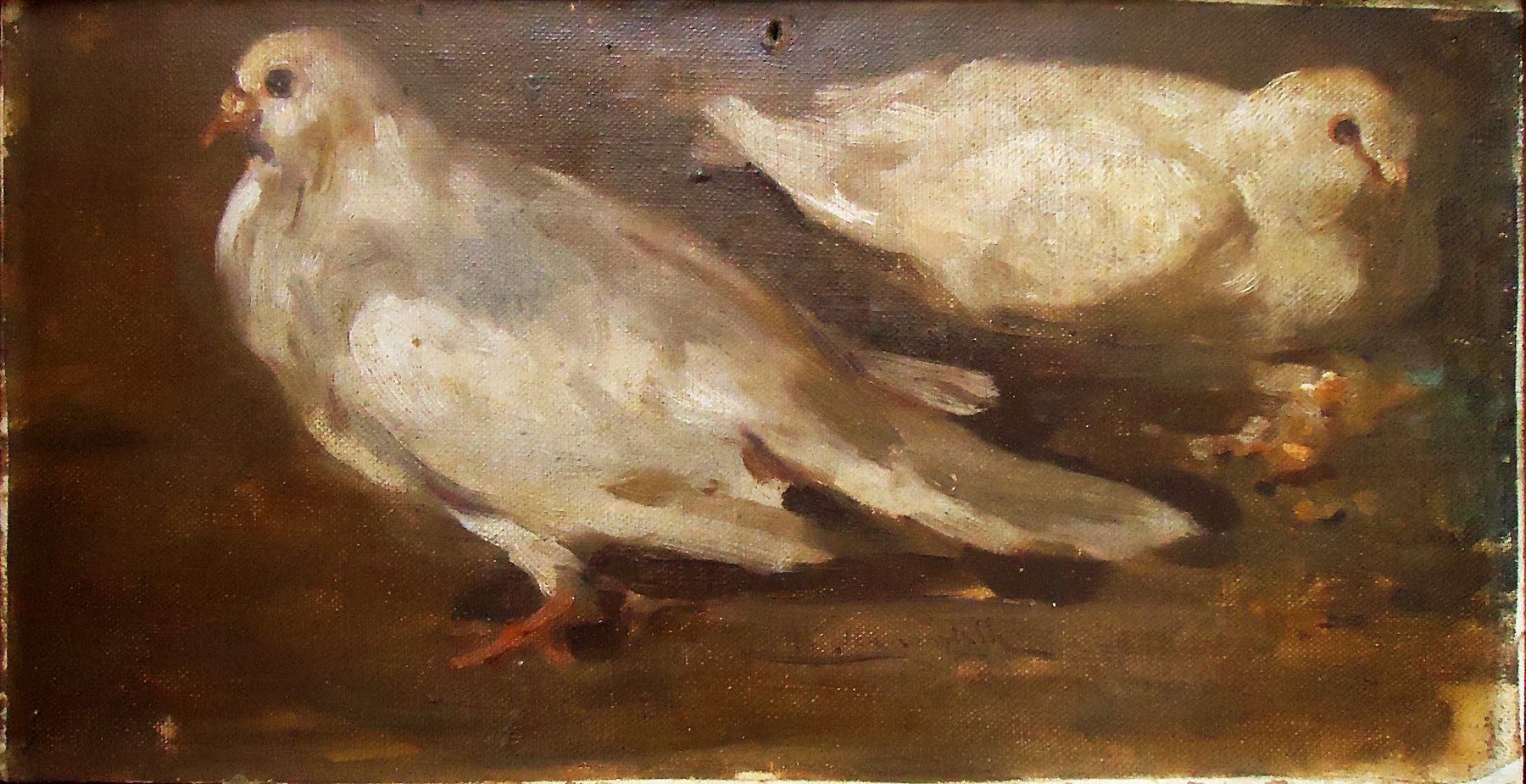
Tauben
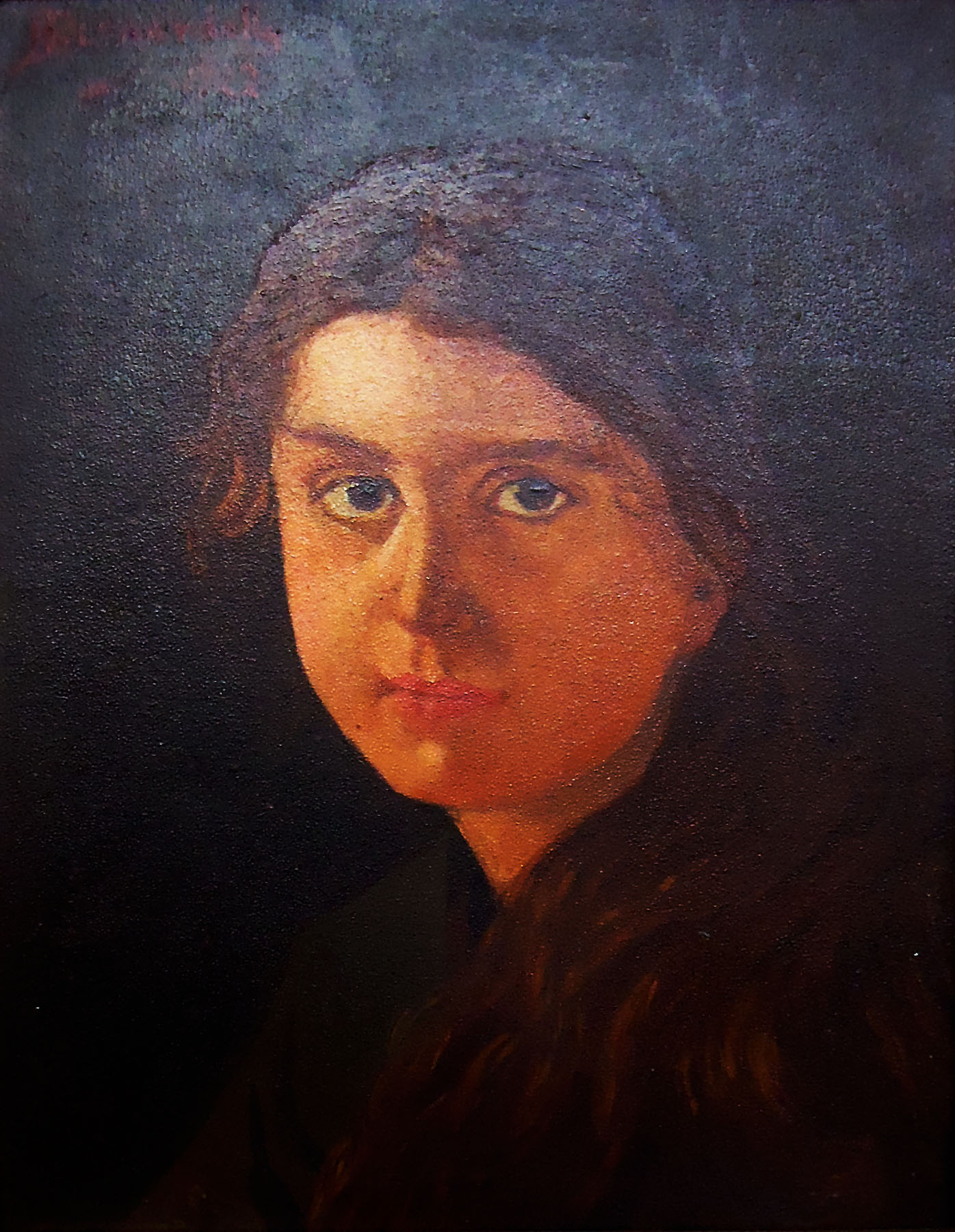
Porträt eines jungen Mädchens, 1922